# 徳川家康三方ヶ原戦役画像

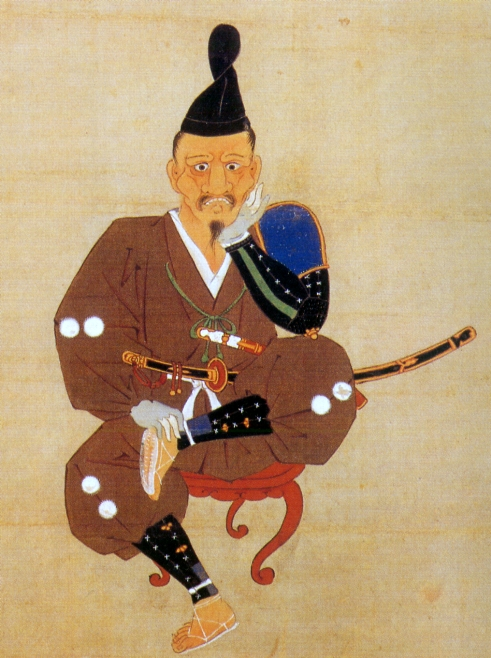
『徳川家康三方ヶ原戦役画像』（徳川美術館所蔵）。家康が、三方ヶ原での敗戦直後にこの像を自戒のため描かせたとする伝承は、昭和時代に創作・形成されたもので史料的根拠は存在しないが、そこに含まれる教訓性が多くの日本人から共感・支持された結果、同伝承が広く定着するに至った。

『徳川家康三方ヶ原戦役画像』（とくがわいえやすみかたがはらせんえきがぞう）は、徳川家康の肖像画の一つとされる。徳川美術館所蔵。像主が顔を顰（しか）め憔悴したような表情に描かれていることから、『顰像』（しかみぞう）とも呼ばれている。
日本国・愛知県および名古屋市による文化財指定・登録はなされていない。

## 概要
本図は18世紀の終り頃に紀州徳川家から尾張徳川家に伝来し、当時は「家康の肖像画」とのみ伝えられていたが、明治期以降の尾張徳川家では「長篠戦役図」とされ、1910年（明治43年）に同家が開催した展覧会に出品されると、その特異な容貌・姿態から珍重されると同時に、「敗戦時の家康の肖像を、同家初代当主・徳川義直が、当時の窮状を忘れないように描かせた」との口伝が付され、本図が尾張徳川家から財団法人・尾張徳川黎明会が運営する徳川美術館に移された後、1936年（昭和11年）に開催された展覧会に出品された際に、美術館側により「三方ヶ原の戦い」での敗戦を「狩野探幽に描かせた」図、更に1972年（昭和47年）頃には「家康自身が描かせ」、「慢心の自戒として生涯座右を離さなかった」との情報が付与された。
この口伝は、「三方ヶ原の戦いでの敗戦直後の姿」という説明が本図の異様な容貌・姿態を理解しやすくし、また「家康が、自身の慢心を戒めるために自身の姿を描かせ、自戒のために座右に置いた」という逸話が家康の人間性をよく表しているとされ、「失敗を真摯に反省することが次の成功につながる」という人生譚が現代の日本人の共感を呼んで歴史書や経済誌などでも取り上げられたことから、広く周知されることになったとみられている。
本図を「三方ケ原戦役図」とする見方に対して、歴史学者の藤本正行は、『歴史読本スペシャル 特集 間違いだらけの「歴史常識」』のなかで、風俗史的観点からの考察により、合戦当時の作品ではなく後世に想像に基づいて描かれた図であり、戦役図ではなく礼拝図である可能性を指摘し、松島仁もこれを支持、本図は神格化された家康像であり、異様な姿態は半跏思惟であり、異様な表情は「忿怒」を表しているとした。
その後、徳川黎明会の学芸員である香山里絵は、明治期に本図が「三方ケ原」ではなく「長篠」の図とされていたことを指摘し、徳川美術館学芸部長代理である原史彦は、本図を「三方ケ原」の図とする箱書き・目録等は確認できず、1936年の展覧会を紹介する新聞記事以前には遡れなかったことを報告、あわせて本図の由緒と口伝の発展過程を明らかにした。
徳川美術館2023年開催の『夏季特別展　徳川家康―天下人への歩み― 』展Webサイトでも本図を『徳川家康画像（三方ヶ原戦役画像）』と紹介しながらも、「三方ヶ原で敗れた家康が、その敗戦を肝に銘ずるため、敗走時の姿を描かせたと伝えられていますが、この伝承には史料的な根拠がありません。」と記している。
本図以外にも徳川美術館には史料的根拠を欠いた伝承を伴う什宝がいくつか存在しており、その伝来や史料的根拠の確認は今後の課題とされている。また本図の同美術館における今後の取り扱いについて、原は論文への批判・批評を受けて検討する、としている。

## 形態

### 装丁
2016年現在、絹本著色 の掛軸装となっている。本紙の寸法は、縦1尺2寸4分5厘（37.8センチメートル）・横7寸1分8厘（21.8センチメートル）。
表装は、上下を茶地絓、中廻を紺地唐草文金襴、風袋と一文字を白茶地宝尽文金襴、軸を黒塗撥型とする。

### 箱書き
1993年に岡墨光堂 による裏打ち紙の貼り直しや本紙の欠失部分の補修が行なわれた際に、桐の太巻軸装となり、桐箱も新調された。
それ以前は、葵紋が描かれた溜塗印籠蓋造の外箱（元外箱）と、「神君御影」と金泥書された黒塗印籠蓋造の内箱（元内箱）に納められており、元外箱の蓋の上には「家康公長篠戦役小具足着用之像」と記した貼紙が貼付されていた。

### 作者
本図には、賛等の文字情報や作者の落款はない。

### 製作年代
2016年現在、徳川美術館では、描法などから江戸時代・17世紀頃の作とみなしている。

### 像主の描写
像主は、正面を向き、香炉台のような椅子に座り、左手を頬に当てて左脚を折り右脚の上に載せる半跏思惟のような姿勢をしている。服装は、烏帽子を被り、茶地の鎧直垂を着し、両手に弓懸をして左腕のみに籠手を着け、両足に脛当てを付けて裸足に藁草鞋を履き、腰に黒塗金覆輪の太刀を佩き、鮫皮柄の朱塗合口を差した格好で描かれており、戦場往来の姿のようにみえる。
像主が顔を顰（しか）め憔悴したような表情に描かれていることから、『顰像』（しかみぞう）とも呼ばれている。命名の時期や命名者は不明である。
像主の顔貌について、原と藤本は、下唇を上前歯で噛んで口を「へ」の字に曲げた口元の描写を特異とし、原は、眼窩上部や頬骨が強調されて眼が窪み、頬がこけたように見えることから、像主の特徴を捉えて描いたというよりは、特殊な状況下での姿を描こうとしたように感じられ、本図が「敗戦後のやつれた姿」と解釈されたことには一定の説得力がある、としている。

### 由緒
本図は、幕末から明治初期にかけて記されたとされる尾張徳川家の蔵帳『御清御長持入記』では、『東照宮尊影』（徳川家康の肖像画）とされており、尾張徳川家の養嗣子・徳川治行の正室で紀伊徳川家出身の従姫（よりひめ、追号・聖聡院）が死没した翌1805年（文化2年）9月に、聖聡院の道具の中にあったものを、家康の遺品や関連する物品を納める「御清御長持（おきよめおんながもち）」に（追加して）納めた、と記されていることから、従姫の嫁入り道具の1つとして紀州家から尾張家に伝来したと考えられている。

## 口伝の発展

### 「長篠戦役図」「狩野」
1880年（明治13年）7月に作成された尾張徳川家の財産目録『御器物目録』では、本図について、『東照宮尊影』の名称に『長篠戦役陣中小具足着用之像』との副題が付されており、元外箱に付されていた「家康公長篠戦役小具足着用之像」の貼紙も、この目録作成までの什宝整理の過程で貼付されたと考えられている。また同目録では、製作者について「画工不詳」との記載が、「狩野」と朱書きされていた。
副題は、目録中に『東照宮尊影』という名称の図が5点存在することから、各図を識別するために付記されたと考えられているが、「長篠」と題された理由は不明で、原は、5点の家康の肖像画のうち、本図と『徳川家康長久手戦陣中画像』と伝えられている肖像画には徳川16将が描かれておらず、またどちらも家康の武装姿を描いていたことから、両図を区別するために、現存する『長篠・長久手合戦図屏風』 になぞらえて、それぞれ「長篠」「長久手」の名称を割当てたのではないか、と推測し、命名に史料的根拠はないと考えられる、としている。
その後、1893年（明治26年）に作成された世襲財産付属物の目録『御世襲財産付属物目録 甲の部』においても、本図は「徳川家康長篠戦役陣中小具足着用床机ニ倚ル密画彩色ノ像」と記され、「長篠戦役」の図とする説明が踏襲された。

### 「長篠敗戦」を「敬公（徳川義直）が」「苦窮を忘れざる為に」
1910年（明治43年）4月に尾張徳川家は、名古屋市内で、同家の初代・徳川義直（源敬公）に関する什宝の展覧会を開催した。
当時の雑誌『国華』に掲載されたこの展覧会の紹介記事の中に、
との記述があり、尾張徳川家によって、展覧会に出品された本図に、長篠敗戦の像を、敬公が、当時苦窮の状を忘れざる為に描かせたとする説明が付与されていた。
1575年の長篠の戦いでは織田信長・徳川家康連合軍が武田勢を破っているが、原は「まだ歴史認識が広く一般化していない時代の所産」として「長篠敗戦」の図との説明が通用していたのではないか、としている。
1931年（昭和6年）12月に尾張徳川家は徳川美術館開設のため財団法人尾張徳川黎明会を設立して同家の什宝を同財団に寄付したが、これに先立って作成された同財団の「美術館所属什宝」の目録においても、本図は『家康公長篠戦役小具足着用ノ像』と記され、長篠合戦の画像とされていた。

### 「三方ヶ原」で「狩野探幽に」
1935年（昭和10年）11月の徳川美術館開館後、翌1936年（昭和11年）1月7日-26日にかけて開催された第3回展覧会で、本図は初日から半期間展示され、珍しい作品として同月6日付の新聞『新愛知』と『大阪毎日新聞』で展示風景や画像の写真とあわせて紹介された。
両記事において、本図は三方ヶ原の戦いでの敗戦の図とされ、また製作者は狩野探幽として紹介されており、紹介内容が共通していることから、徳川美術館側から提供された情報に基づいて執筆された記事とみられている。
また同月14日付の『新愛知』に掲載された、尾張徳川家第19代当主・徳川義親侯爵や、同家御相談人の阪本釤之助枢密顧問官、同家家令の鈴木信吉、堀田璋左右前名古屋市史編纂長らが出席した「祖先を語る座談会（12）」の「三方ヶ原の戦に儂しや痩せた 家康公の苦戦ぶり」と題した記事では、「長久手、小牧山の合戦の時の面白い話はないか」との新聞社側の質問に対して、徳川が「三方ヶ原の戦いでの敗戦の記念だというので、痩せ衰えて、とてもひどい顔をしている画像が遺っている。それは敗戦記念として子孫への戒めのために残したものだと思うが、よほど面白いものだ」と語り、堀田が「ちょっと類例がありませぬね」「（…）それは後で家康が探幽に命じて画かせたのだといふことでありますが…（…）」と応じ、「尾張徳川黎明会調べ」として「（…）藩祖義直は父家康の九死に一生を得たる三方ヶ原難戦を銘記する為め、狩野探幽に命じて其敗戦当時の肖貌を画かしめたるものなり。」との解説が付され、鈴木が「（1936年）1月には名古屋にて（展覧会に）出ますが」とし、阪本が「これはよいことを聴きました」と受けていた。
原は、明治末（1910年）の時点で、本図に特異な容貌から「敗戦」の画像という情報が追加され、従来からあった「長篠合戦の図」という由来と整合がとれなくなったため、家康が歴史的大敗を喫したとされる「三方ヶ原合戦」の敗戦図とすることで「歯ぎしりの図」との歴史的整合性をとろうとした、と解釈し、また美術館の開館にあたり、話題性を提供するために厳密な検討をせず、印象を先行させたとも考えられる、としている。
その後、1962年（昭和37年）に発行された蔵品図録『徳川美術館 別巻』あとがき では、本図は『徳川家康三方ヶ原戦役小具足着用像』の名称で紹介されていた。

### 「家康」自身が「慢心を自戒して生涯座右に置いた」
歴史書籍では、家康研究の権威の中村孝也が1965年（昭和40年）『徳川家康公伝』（東照宮社務所）では、しかみ像図について書いていなかったが、1967年（昭和42年）発刊書で「三方ヶ原合戦でのさんざんな敗北」が「貴重な経験となり」野戦の名将へと成長した。「後に画工に命じてがっかりしている自分の姿を描かせてこれを眺めて満身のおこることを自ら戒めた」、と出典史料名は載せてないが先行して記述した。
1972年（昭和47年）に発行された『徳川美術館名品図録』では、作品名称は『徳川家康三方ヶ原戦役画像』、解説文で「浜松城に逃げ帰った家康が、この敗戦を肝に銘ずるためその姿を描かせ、慢心の自戒として生涯座右を離さなかったと伝えられるのがこの画像である」として、美術館側として家康自身が敗戦を肝に銘じるために描かせ、慢心を自戒して生涯座右に置いたとの情報が付加された。
原は、1972年時点までに、2016年現在世間に流布している本図の創作的口伝がほぼ形作られたと推測している。
なお、原は、「三方ヶ原の戦いに際して、家康が『慢心』から家臣の制止を押し切って籠城せずに出撃し、そのために大敗を喫した」との逸話は、『三河物語』や『朝野旧聞裒藁』に収載されている古記録のうち「落穂集」・「武徳大成記」・「官本三河記」などに類似の話があるものの、家康が出撃の決断を後悔・反省したとの記述はなく、むしろ武門の誉れとして肯定的に記されており、また敗戦直後に自己の姿を絵師に描かせたりしたとする逸話の記録はないこと、江戸時代後期に賞賛すべき家康の言動を諸記録から抜粋・収録してまとめられた『披沙揀金』にも、「家康が己を戒めるために惨めな姿を描かせた」という賞賛・喧伝されてしかるべき逸話が現れないことから、「家康自身が三方ヶ原敗戦後に自らの姿を描かせた」との逸話は、尾張家に限定されて伝わっていたか、逸話そのものが存在しなかったかのどちらかだと指摘している。

### 口伝の流布

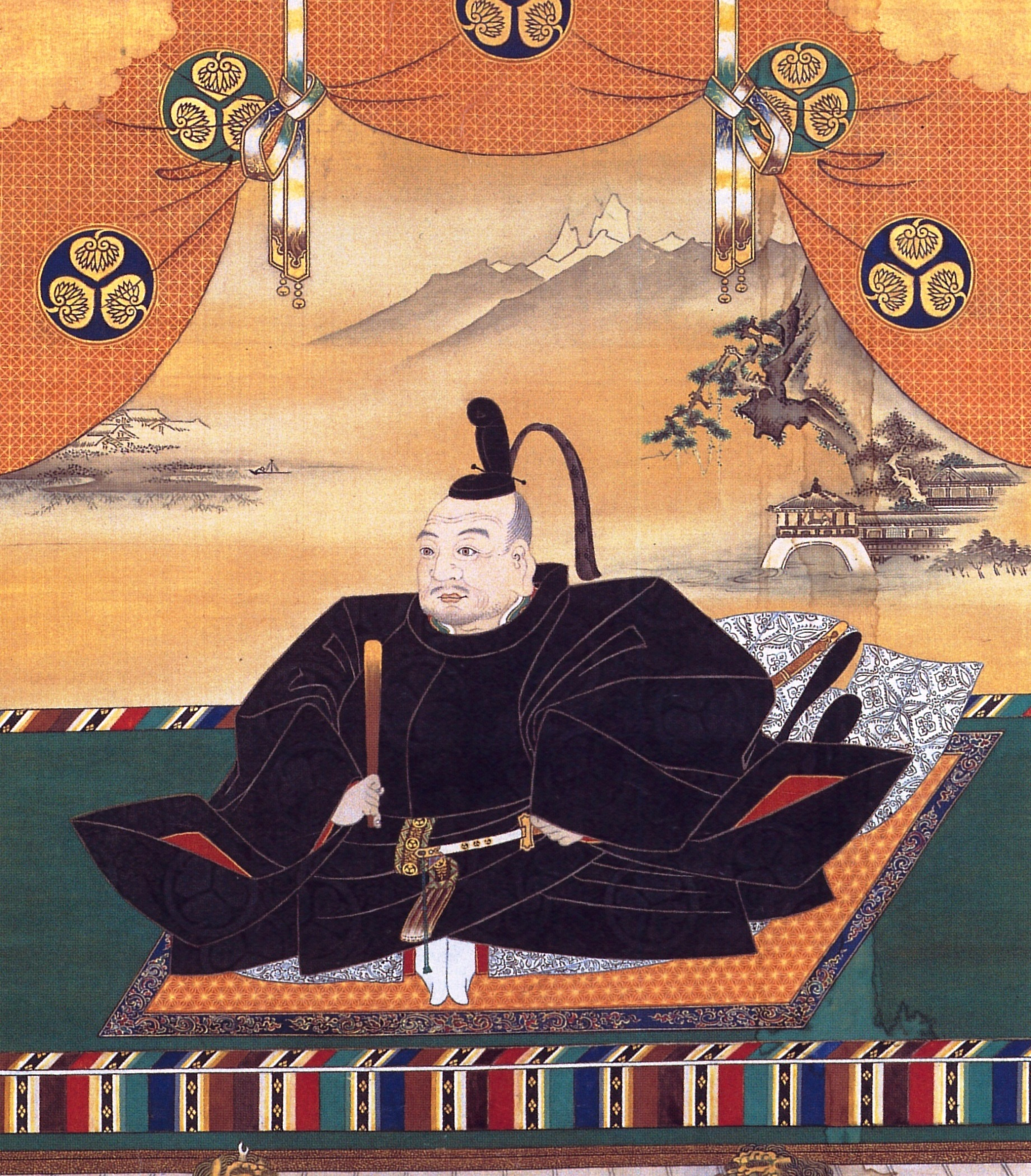
狩野探幽筆『徳川家康像』（大阪城天守閣所蔵）。束帯を着た家康は「東照大権現」として神格化された姿で描かれており、この様式の家康肖像が江戸時代を通じて多数製作された。これと対照的に、『三方ヶ原戦役画像』は家康の「人間性」を描いた肖像として評価されてきた。

原は、本図の異様な容貌・姿態は、「三方ヶ原の戦いでの敗戦直後の姿」という口伝から必然のものと理解され、また「家康が、自身の慢心を戒めるために自身の姿を描かせ、自戒のために座右に置いた」という逸話が家康の人間性をよく表しているとし、また「失敗を真摯に反省することが次の成功につながる」という人生譚が現代の日本人の共感を呼んで歴史書や経済誌などでも取り上げられたことから、本図にまつわる口伝は、2016年現在、現代人の共感を呼び、広く周知されている、としている。
城郭考古学を専門とする千田嘉博・奈良大学長は、原の説について、しかみ像は、家康が神格化されたことを背景に、「様々な困難に耐えて最後に天下人になった」という後世のイメージを投影し（て描かれ）たものだと思われる、と評している。
2007年11月10日には、徳川宗家第18代当主の徳川恒孝が、本図を題材として製作された『しかみ像』と題した石像を、「負け戦をステップにして次へ進んだ像」であり「像の意義を子供たちに話してほしい」として岡崎市へ寄贈し、これが同市内の岡崎公園に設置された。
2012年1月24日の朝日新聞の記事によれば、本図は伝承における家康と自身とを重ね合わせる者が多いサラリーマン層からの人気が高いとし、2010年（平成22年）以降、本図をあしらった衣料品や食品などを扱う協同組合・浜松卸商センターの代表は「しかみ像に、逆境から立ち上がるエネルギーを感じ取る人が多いのではないか」とコメントした、としている。
2015年2月20日には、浜松市が徳川家康公顕彰400年記念事業の一環として約250万円をかけて本図の等身大の立体像を製作、浜松市博物館にて公開し、同市の鈴木市長が「家康の原点ともいえるしかみ像をシンボルにしたい」と述べている。
また『三方ヶ原戦役画像』の伝承を肯定した上で同像についての評論を展開する言説は、下記のように研究者の中からも出されていた。
美術史学者の木村重圭 は、家康を神格化して描いた「東照大権現像」と比較する形で本図を「人間家康を彷彿とさせる画像」と評した。
日本史学者の岡本良一 は、本図は、迫真性を備えたありのままの家康像であるとし、歴史研究も『三方ヶ原戦役画像』のように虚飾を排した家康の人間性を発掘するべきであると論じた。
同じく日本史学者の守屋毅は、本図を「威風堂々たる家康肖像群のなかで、なまな表情をうかがわせる数少ない作品の一つ」としている。
その他下記のように、歴史学以外の分野から本図の容貌・姿態の描写の分析を試みた論説も見られる。
表情分析を研究する心理学者の工藤力 は、横に引っ張られたような眉は恐怖を、大きく見開いた目は驚きを、口角が下がっているのは失望や無念といった家康の心情をそれぞれ表していると解釈し、足を組んで片頬に手を当てる格好は身体の震えを抑えるためではないかと推論している。
医師兼作家の篠田達明は、本図は、急性の驚愕反応に襲われた家康を描いており、顔の表情や四肢の肢位に心理的不安感が凝縮された類を見ない異様な全身像であると考察している。

### 「三方ケ原戦役図」説の否定

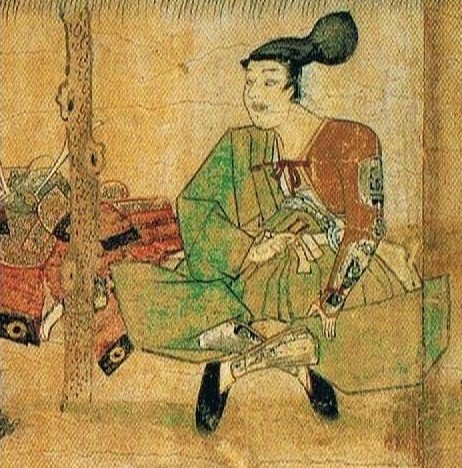
『蒙古襲来絵詞』（宮内庁所蔵）に描かれた小具足姿の安達盛宗。鎧直垂の左の肩と袖とを脱ぎ畳んで籠手を着ける。

藤本は、武具や服飾などの風俗史的観点からの考察により、本図の風俗描写は、家康が三方ヶ原の戦いの直後に描かせたにしては、合戦が行なわれた16世紀当時の武装との隔たりが大きいことを指摘し、江戸時代中期に、家の先祖を追慕・顕彰するため、大鎧・片籠手・貫（つらぬき） といった古風・立派で現実離れした武装をした肖像画が盛んに製作されていたことから、本図は家康没後に家康を追慕する者が描かせたものであり、仏像に多い半跏思惟の姿勢であることから、礼拝のために製作されたとも考えられる、と指摘した。

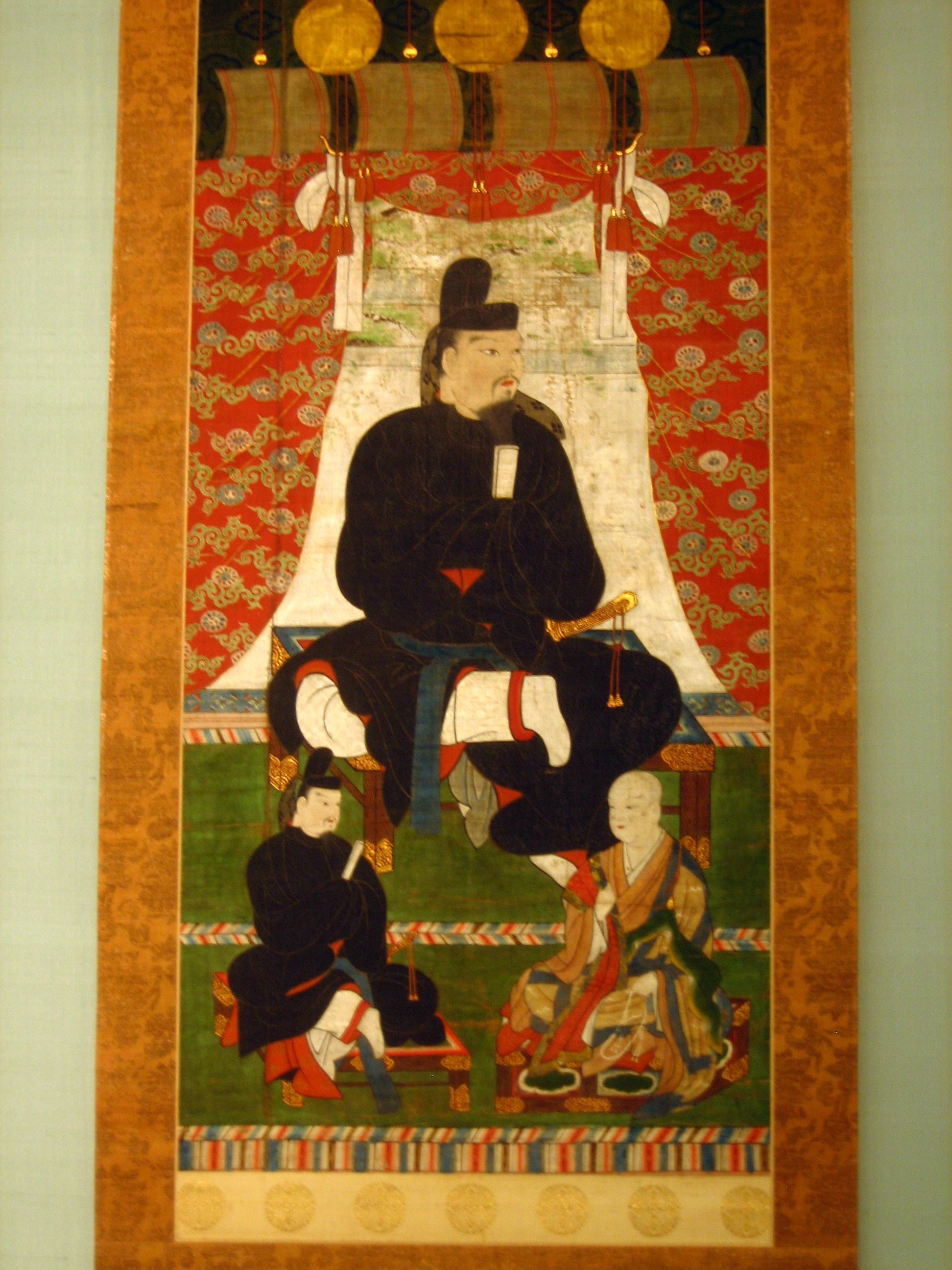
『大織冠像』（ロサンゼルス・カウンティ美術館所蔵）、室町時代（16世紀）の作。藤原鎌足が半跏の姿で、息子の定恵・不比等の上段に座る。

松島は、江戸幕府に仕えていた江戸狩野派絵師の活動から幕府による家康の神格化事業を研究・考察する観点から、大織冠像（藤原鎌足像）や如意輪観音像 が半跏の姿をとっていることを指摘し、本図はこれらの像と同じ系譜に家康を位置づけ、かつ東照大権現の軍神的性格をも加えた礼拝像であり、像主の特異な顔貌は「忿怒の表情を浮かべ」たもので、正面を向いて座る姿勢も礼拝像に相応しい表現である、として本図は礼拝図であると主張した。

### 美術館関係者による由来の確認
徳川黎明会総務部非常勤学芸員の香山は、徳川美術館の設立の経緯について調べる過程で、上述の1910年に名古屋市内で開催された尾張徳川家の展覧会に関する雑誌『国華』の紹介記事中の「（…）家康公の肖像が3幅程ある、其の中に長篠敗戦の像を敬公が特に当時苦窮の状を忘れざる為に画かしめたものは普通の肖像と異って甚だ面白い。（…）」との記述について、記事の内容からこれを本図に関する記述と判断し、1910年時点で本図が「三方ヶ原敗戦」ではなく「長篠敗戦」の図とされていたことを指摘した。
香山によると、2014年当時、徳川美術館学芸部長代理だった原史彦は、香山からの照会に対し、本図が『三方ヶ原戦役画像』とされている根拠について「江戸末期-大正期の箱書（表書）によるが、三方ヶ原戦役の同様のエピソードに関する記述文献はなく、江戸時代の道具帳では『神君御肖像』と記されているのみで証左はとれない」と説明していた。
その後、2015年8月18日に徳川美術館で開かれた「徳川家康の肖像‐三方ヶ原戦役画像の謎」と題した夏期講座（講演会）において、原は、本図の由緒を確認した結果、江戸時代には本図は「三方ヶ原」と結び付けられていなかった、と説明し、同講座での発表内容をまとめた『徳川家康三方ヶ原戦役画像の謎』において、1993年までの元外箱の箱書きでは、本図は「長篠」の図とされていたこと、「三方ヶ原」の記述が確認できた最も古い文献は1936年の徳川美術館開館の際の新聞記事であり、それ以前については史料的根拠がないこと。元外箱の「長篠」との記載にも史料的根拠がなく、本図は18世紀末に紀伊徳川家から尾張徳川家に伝来したと考えられることから、尾張徳川家初代・義直が描かせた、という口伝も根拠が薄いと考えられること。など、上述の口伝の発展の経緯を指摘し、陣中の武装姿を描いたものであっても特定の合戦に結び付くものではなく、武神として崇敬するための礼拝像として描かれたと見なし得る、として、藤本および松島の見方を支持した。

### 本図以外に根拠不明の口伝を伴う徳川美術館の収蔵品
原は、『三方ヶ原戦役画像』以外にも、徳川美術館の所蔵品には史料的根拠を確認できない口伝が定着している作品がいくつかあることを指摘している。

#### 徳川家康長久手戦陣中画像

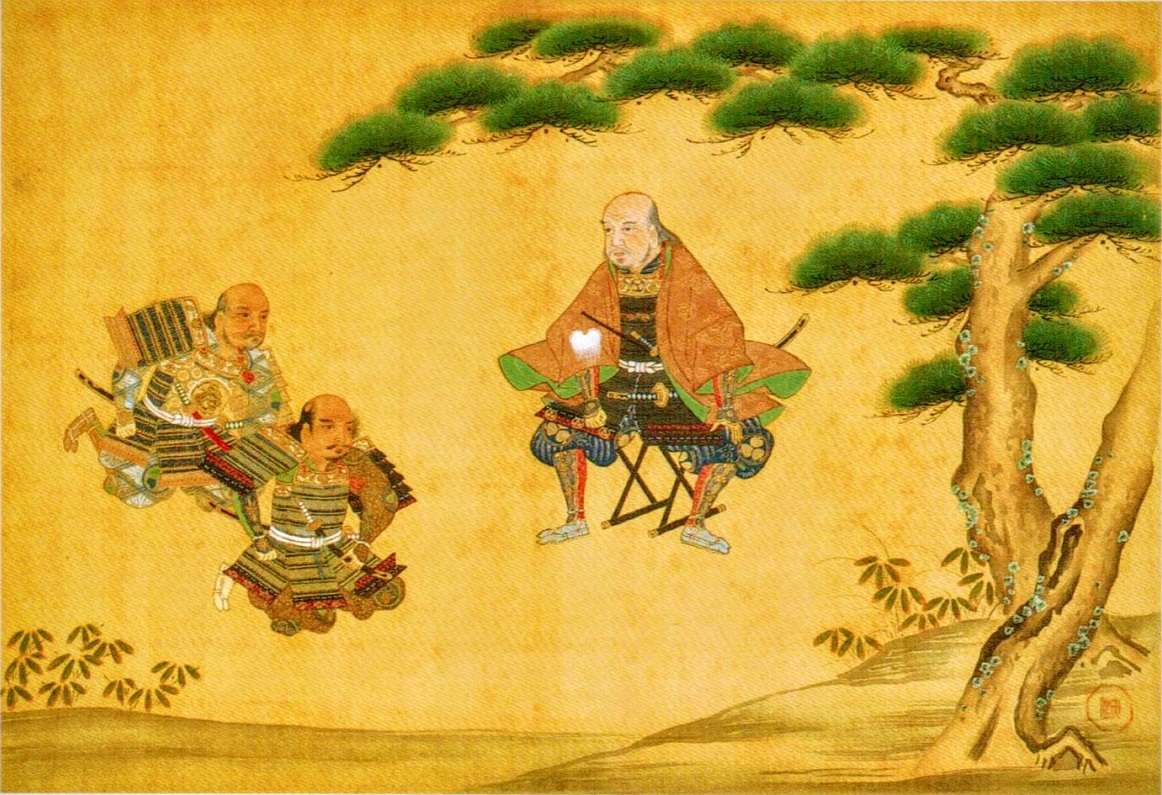
狩野安信筆『徳川家康長久手戦陣中画像』（徳川美術館所蔵）

原は、『徳川家康長久手戦陣中画像』についても「長久手戦」の命名には史料的根拠がないとしており、同図の構図が同じく狩野安信による『楠公図』（二本松藩主丹羽家伝来品）のそれと類似している点を取り上げ、家康神格化の一環として楠木正成（楠公）に家康を相似させる意図が存在した可能性を指摘している。

#### 青磁香炉銘千鳥
「千鳥」と銘した青磁の香炉 は、「もともと豊臣秀吉の所用で、伏見城の秀吉の寝所に石川五右衛門が侵入した際に、香炉の摘（つま）みの千鳥が鳴いたため、秀吉は助かり五右衛門は捕縛・処刑された」との伝承を伴っているが、もともとつまみから音が出る構造にはなっておらず、秀吉の所持品が尾張家に伝来したことを裏付ける史料的根拠がなく、また「千鳥」と銘した香炉は他にもいくつか存在している。

#### 熊毛植黒糸威具足
家康所用の甲冑「熊毛植黒糸威具足」 は、1980年に開催された髙島屋創業150年記念の展覧会のポスターなどで「この鎧を着けて出陣した家康を、秀吉は『関東の牛』と恐れた」と紹介されていたが、史料的な根拠はなかった。

### 徳川美術館の今後の対応
徳川美術館は、創作的口伝の発信源でもあり、描法から作品の製作時期を江戸時代・17世紀頃の作品としながらも、「家康が描かせ、座右に置いた」との口伝に沿って、原本は別にあり、写本が分家である尾張徳川家に伝来したと解釈するなど、漠然と口伝に従った解釈をしてきた。
原は、今後の対応について、美術館の収蔵品全般について、蔵帳を基に、ある程度の伝来経緯と伝承の真偽性を把握する必要性を指摘し、本図については、史料的根拠がないとはいえ、長年にわたり継承され広く人口に膾炙した口伝を原の研究のみで変更・修正するのは難しいとし、位置付けの明確化や美術館における紹介のあり方は原の論文への批判・批評を経て後日検討したい、としている。